# Life Times Nine
Life Times Nine ist ein kanadischer Kurzfilm von 1973, mit dem die Produzenten Pen Densham und John Watson für einen Oscar nominiert waren.

## Inhalt
Der Film zeigt, wie die unter dem Punkt Regie genannten neun jungen Studenten in neun unterschiedlichen Filmszenen ihre Vorstellung davon umsetzen, was es für sie bedeutet zu leben, und das Leben als solches zu würdigen und wertzuschätzen. In einem von ihnen jeweils kreierten und inszenierten Werbespot, verkaufen sie das Leben quasi, als sei es ein Produkt. 

## Produktion, Veröffentlichung
Produziert wurde Life Times Nine von Insight Productions. Die kanadische Regierung unterstützte den Film mit einem Zuschuss von 5000 US-Dollar, auch um sicherzustellen, dass alle neun jungen Regisseure die Reise nach Los Angeles antreten konnten, um an der Oscar-Zeremonie teilzunehmen. Die Reise beinhaltete gleichzeitig eine Einladung von Mel Brooks, ihm am Set von Frankenstein Junior zu besuchen. Anmerkung am Rande: Ein Journalist hielt den Produzenten John Watson für Paul McCartney und bat ihn um ein Interview.
Der Film wurde im Oktober 1973 auf dem Chicago International Film Festival vorgestellt.

## Auszeichnung
Oscarverleihung 1974
- Pen Densham und John Watson nominiert für und mit diesem Film für einen Oscar in der Kategorie „Bester Kurzfilm“, der jedoch an Allan Miller und William Fertik und ihren Film The Bolero ging, der zeigt, wie die Musiker des Los Angeles Philharmonic Orchestra sich auf die Vorführung von Ravels Orchesterstück Boléro vorbereiten.